# Jakober Kirchweih
Die Jakober Kirchweih findet jährlich Ende Juli im Umfeld der Kirche St. Jakob in der Jakobervorstadt von Augsburg statt und wird von den Kirchengemeinden des Viertels und dem Stadtteilverein organisiert. Sie gilt als das älteste Augsburger Volksfest.

## Geschichte
Im Bereich der heutigen Kirche St. Jakob befand sich bereits im elften oder zwölften Jahrhundert eine einfache Kapelle aus Holz. Dieser Ort diente den Jakobspilgern auf dem Weg nach Santiago de Compostela als Sammelpunkt und Übernachtungsmöglichkeit. Ab 1356 wurde die Kapelle durch einen größeren Neubau aus Stein ersetzt und an einem 25. Juli, dem Gedenktag des heiligen Jakobus, geweiht. Es wird angenommen, dass das Fest im Zusammenhang mit der Weihe des Kirchenneubaus entstand.
Die Pilger sammelten sich daraufhin alljährlich um Jakobi an der Kirche und versorgten sich auf der Kirchweih mit Lebensmitteln und anderen für die Pilgerreise notwendigen Gegenständen. Trotz Veränderungen im Laufe der Zeit, wie etwa der Rückgang der Pilgerzüge oder der Zuspruch von St. Jakob an die evangelischen Kirche im Zuge der Reformation, erfreute sich die Kirchweih anhaltender Beliebtheit. Lediglich in Notzeiten kam es zu Unterbrechungen. 
Im Laufe der Zeit entwickelte sich die Kirchweih zu einem Volksfest mit verschiedenen Fahrgeschäften und Marktständen sowie einem Festzelt, das seit der Nachkriegszeit auf dem Gelände der Augusta-Brauerei aufgestellt wurde. 2015 begann der Wandel zum Stadtteil- und Kirchenfest mit vielfältigem Programm und ohne Fahrgeschäfte und Bierzelt.